# 刘多三
刘多三（1917年—1992年），原名刘竹林，男，吉林九台人，中国神经病学家，曾任吉林医科大学教授、博士生导师。